# Notoalona globulosa
Notoalona globulosa är en kräftdjursart som först beskrevs av Daday 1898.  Notoalona globulosa ingår i släktet Notoalona och familjen Chydoridae.

## Underarter
Arten delas in i följande underarter:
- N. g. globulosa
- N. g. australiensis